# Rocket Arena
Ne doit pas être confondu avec Rocket Arena (jeu vidéo).
Rocket Arena, souvent abrégé RA, est une modification (mod) populaire des jeux de tir à la première personne Quake, Quake II, Quake III Arena, Quake 4, également adaptée à d'autres jeux tels que Half-Life ou Unreal Tournament.
Rocket Arena fut créée en 1997 par David « crt » Wright pour Quake, sorti l'année précédente.

## Système de jeu
Rocket Arena est assez près du deathmatch classique. Les joueurs s'affrontent sans objectif autre que de supprimer l'adversaire et survivre. En revanche, tous les joueurs arrivent dans la partie avec tous les équipements à leur disposition (armure, santé, armes), et ceux-ci ne peuvent pas être ramassés sur la carte. Le jeu est ainsi entièrement orienté vers le combat, supprimant la gestion des ressources du Deathmatch habituel. Rocket Arena se restreint habituellement aux armes de bases du jeu sur lequel il est adapté.
Une partie de Rocket Arena est divisée en rounds. Au début de chaque round, les joueurs apparaissent aléatoirement sur la carte, disposant de la totalité des armes, des munitions, de santé et de boucliers. Un joueur fraggué passe en mode spectateur jusqu'à la fin du round. L'équipe remportant le plus de rounds remporte la partie.

### Rocket Arena Standard
Les joueurs se répartissent en différentes équipes placées dans une file d'attente. Les deux premières équipes de la file s'affrontent. L'équipe gagnante reste en tête de liste et le perdant est placé en queue.

### Clan Arena
Il n'y a que deux équipes s'affrontant en permanence. Il n'y a pas de file d'attente ou de pause, hormis pour les joueurs tués qui passent spectateurs jusqu'à la fin du round.

### Red Rover
Les joueurs sont divisés en deux équipes. Un joueur tué réapparait instantanément dans l'équipe adverse, sans temps d'attente ou de passage en spectateur. Le match se termine lorsqu'une équipe réunis tous les joueurs et que l'autre est vide. Le vainqueur du match est le joueur ayant le plus de point. Un point est donné à un joueur tuant un ennemi, et lui est retiré lorsqu'il meurt.

### Entrainement
Les joueurs sont invincibles, tout-équipés et il n'y a pas d'équipes. Ce mode est utilisé pour faire du repérage sur les niveaux, apprendre des techniques ou s'entrainer.

## Popularité
Rocket Arena est rapidement devenu très populaire, notamment en mettant tous les joueurs sur un pied d'égalité quant à l'équipement, permettant d'accentuer les talents de visée et d'anticipation d'un joueur plutôt que sa connaissance du niveau lui permettant de ramasser les meilleures armes. Cela élimine également la part de chance de la répartition aléatoire des joueurs sur la map au démarrage du match. Le Deathmatch normal tend à favoriser le joueur sachant où trouver les meilleurs objets, et mène souvent à un cercle vicieux où un joueur possède tout l'équipement et écrase ses adversaires qui apparaissent désarmés.
Rocket Arena empêche les joueurs de se régénérer, de se soigner, de se réapprovisionner. La condition d'un joueur ne peut qu'empirer jusqu'au round suivant.
Rocket Arena a connu à un large succès qui lui a permis de se répandre au-delà de Quake dont il est originaire. Half-Life et Unreal Tournament ont tous deux connu leurs versions de RA, de même que les Unreals et Quakes suivants. Le Clan Arena est intégré comme un des modes de jeu normaux de War§ow.
Ce mode de jeu marqua tellement l'histoire vidéo-ludique qu'un jeu Rocket Arena, reprenant les mêmes principes,  sortira en juillet 2020 et sera édité par Electronic Arts.